# Alp Sellamatt

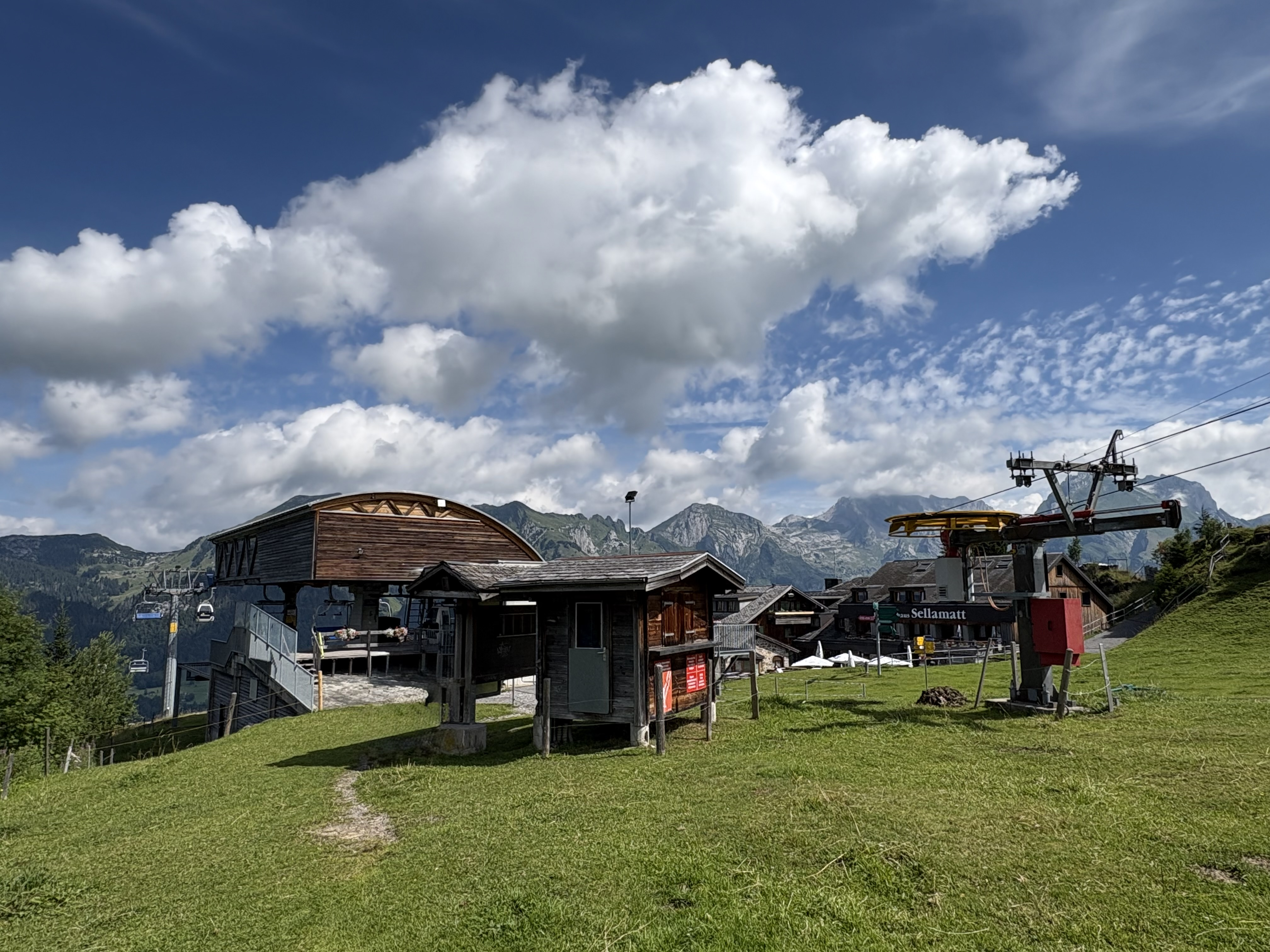
Sellamatt

Sellamatt (auch Selamatt) ist der Name einer Alp, einer Bergstation und einer Alpwirtschaft oberhalb Alt St. Johann im oberen Toggenburg im Kanton St. Gallen in der Schweiz. Sie liegt auf dem Gemeindegebiet von Wildhaus-Alt St. Johann auf einer Höhe von 1390 m ü. M.

## Lage
Die Alp liegt am Toggenburger Höhenweg und ist Ausgangspunkt für den Klangweg und den Sagenweg, an dem auf Tafeln Toggenburger Sagen erzählt werden. Sellamatt ist auch die Bergstation der Bergbahn, einer Kombibahn mit Sesseln und Gondeln. Sie führt in sechs Minuten von Alt St. Johann hinauf und legt dabei 500 Höhenmeter zurück. Im Sommer ist die Alp auch über eine gebührenpflichtige Privatstrasse ab Unterwasser erreichbar.
Gleich neben der Bergstation steht das Berggasthaus Sellamatt mit einem Restaurant und Übernachtungsmöglichkeiten. Ein kurzer Schlepplift führt zum Sessellift Selamatt-Ruestel.

## Kapelle
Östlich des Berggasthauses steht seit dem Jahr 2002 die frei zugängliche Bergkapelle Sellamatt. Sie bietet Platz für 80 Personen und eignet sich für Musikaufführungen, Lesungen oder Anlässe wie Taufen oder Hochzeiten. In der Kapelle steht eine Orgel des Orgelbauers Mathis. Gebaut wurde die Kapelle auf Wunsch der Familie Lötscher, Gastgeber im Berggasthaus nebenan.

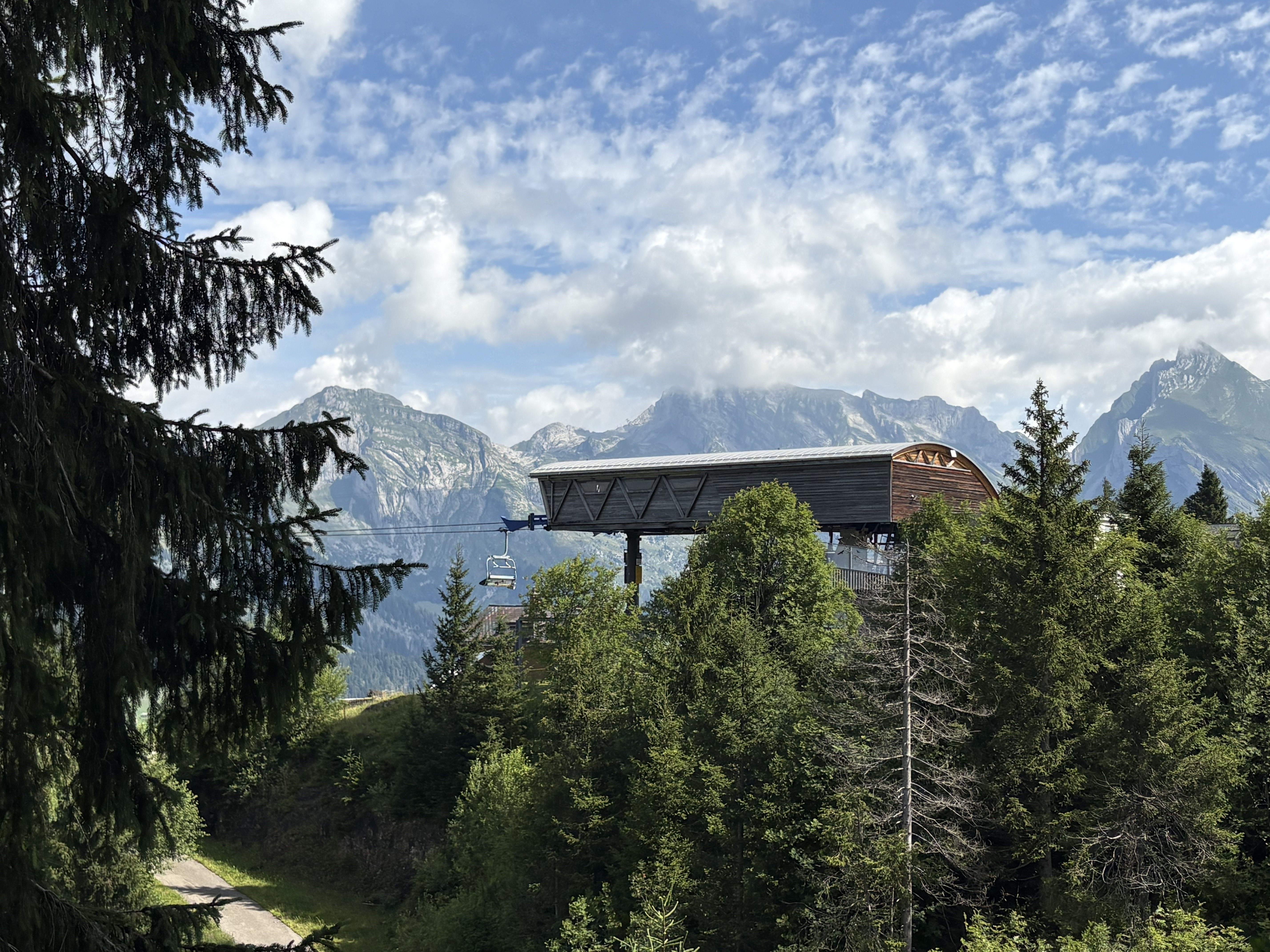
Bergstation
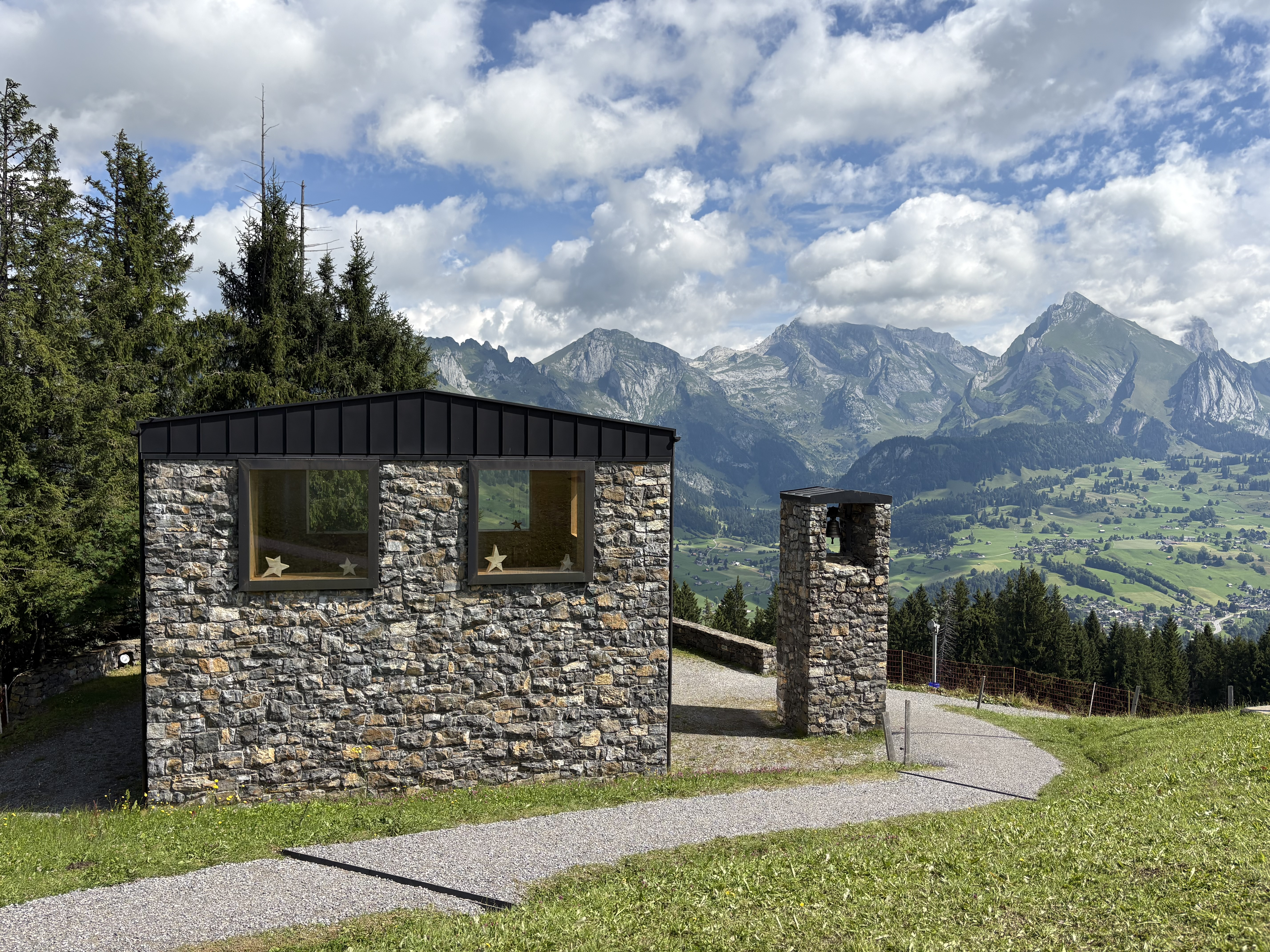
Kapelle
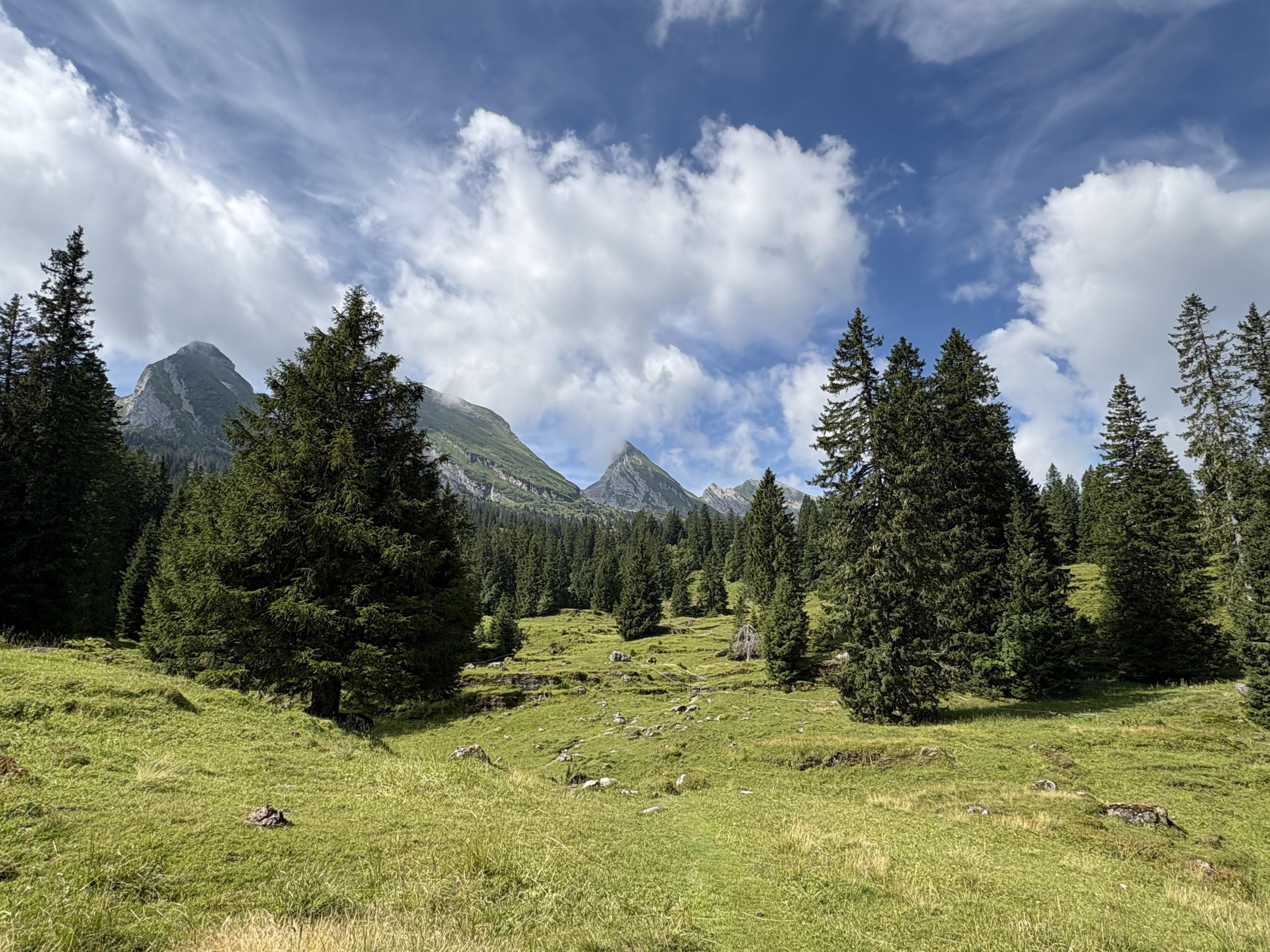
Umgebung